# Dillinger (musicien)
Pour les articles homonymes, voir Dillinger.
Dillinger, de son vrai nom Lester Bullock (né le 25 juin 1953 à Kingston), est un deejay jamaïcain.

## Biographie
En 1971, il commence sa carrière comme deejay dans des sound systems (en particulier celui de Dennis Alcapone). Il est d'abord influencé par U Roy ou Big Youth avant de trouver son propre style. Son nom vient du célèbre gangster américain John Dillinger. Il se faisait appeler Alcapone Junior en hommage à son modèle Dennis Alcapone et c'est le célèbre producteur Lee Scratch Perry qui l'a rebaptisé du nom d'un autre célèbre gangster,. C’est Yabby You qui remarque le premier Dillinger et lui fait enregistrer en 1974 son premier single Freshly. L’année suivante, Augustus Pablo le fait enregistrer sur Brace a Boy et Sir Coxsone produit Killer Man Jaro. C’est d’ailleurs le patron de Studio One qui produit son premier album Ready Natty Dreadie, en 1975, sur lequel il toaste sur une sélection de rythmes rocksteady et reggae,.
En 1976, son deuxième album CB 200, produit par Jo Jo Hoo Kim, contient plusieurs singles dont le fameux Cocaine in My Brain. Ce titre rencontre un gros succès en Europe. Dillinger enregistrera, en 1979, la suite du morceau intitulée Marijuana in My Brain, qui sera numéro 1 en Hollande si bien qu'un album du même nom sort ensuite. Dillinger travaille ensuite avec Bunny Lee qui produit les deux albums Talkin Blues, en 1977, et Top Ranking, en 1977. La même année il enregistre en Angleterre l’album Clash qu’il partage avec Trinity. Il fait en 1979 un duo avec Johnny Clarke, un autre sur le titre Lamb’s Bread avec Sugar Minott et un autre avec Delroy Wilson.
En 1980, il tente un des premiers enregistrements de reggae electro avec Badder than Them. En 1983, il auto-produit Join the Queue. La même année, on peut écouter Funky Punk avec LSD In My Brain. Suivent en 1984 : Blackboard Jungle, King Pharaoh et Tribal War. Après quelques années d’absence, il travaille à nouveau avec Bunny Lee dans les années 1990 sur Say No to Drugs. Dernièrement, les fans de Dillinger ont pu apprécier un best-of sous forme du double CD Rebel With a Cause.

## Discographie

### Albums studio
- 1975 - Ready Natty Dreadie (aka Babylon Fever)
- 1976 - CB 200
- 1977 - Clash (Dillinger vs. Trinity)
- 1977 - Bionic Dread
- 1977 - 3 Piece Suit
- 1977 - Answer My Questions
- 1977 - Talkin' Blues
- 1977 - Top Ranking Dillinger
- 1977 - Superstar
- 1978 - Cocaine In My Brain
- 1978 - Cornbread
- 1978 - Non Stop Disco Style
- 1979 - Dillinger's 14K Gold Golden Hits
- 1979 - Funky Punk Rock To The Music
- 1979 - Live At The Music Machine
- 1979 - Marijuana In My Brain
- 197X - Dub Organiser
- 197X - Natty B.S.C.
- 1980 - Badder Than Them
- 1980 - Cup Of Tea (aka Blackboard Jungle)
- 1981 - Live At London (Avec Clint Eastwood)
- 1983 - Join The Queue
- 1984 - King Pharaoh

### Compilations
- Cocaine
- Cocaine (In My Brain)
- Dillinger's 14K Gold Golden Hits
- 24 Karat Gold Ragnampiza
- DJ Originators Head To Head (Avec Big Youth)
- Ghetto Uprising (Avec Jimmy Cliff)
- I Need A Woman
- The Prime Of Dillinger
- Under Heavy Manners
- Rebel With a Cause